# Cussonia transvaalensis
Cussonia transvaalensis är en araliaväxtart som beskrevs av Reyneke. Cussonia transvaalensis ingår i släktet Cussonia och familjen Araliaceae. Inga underarter finns listade.

## Bildgalleri

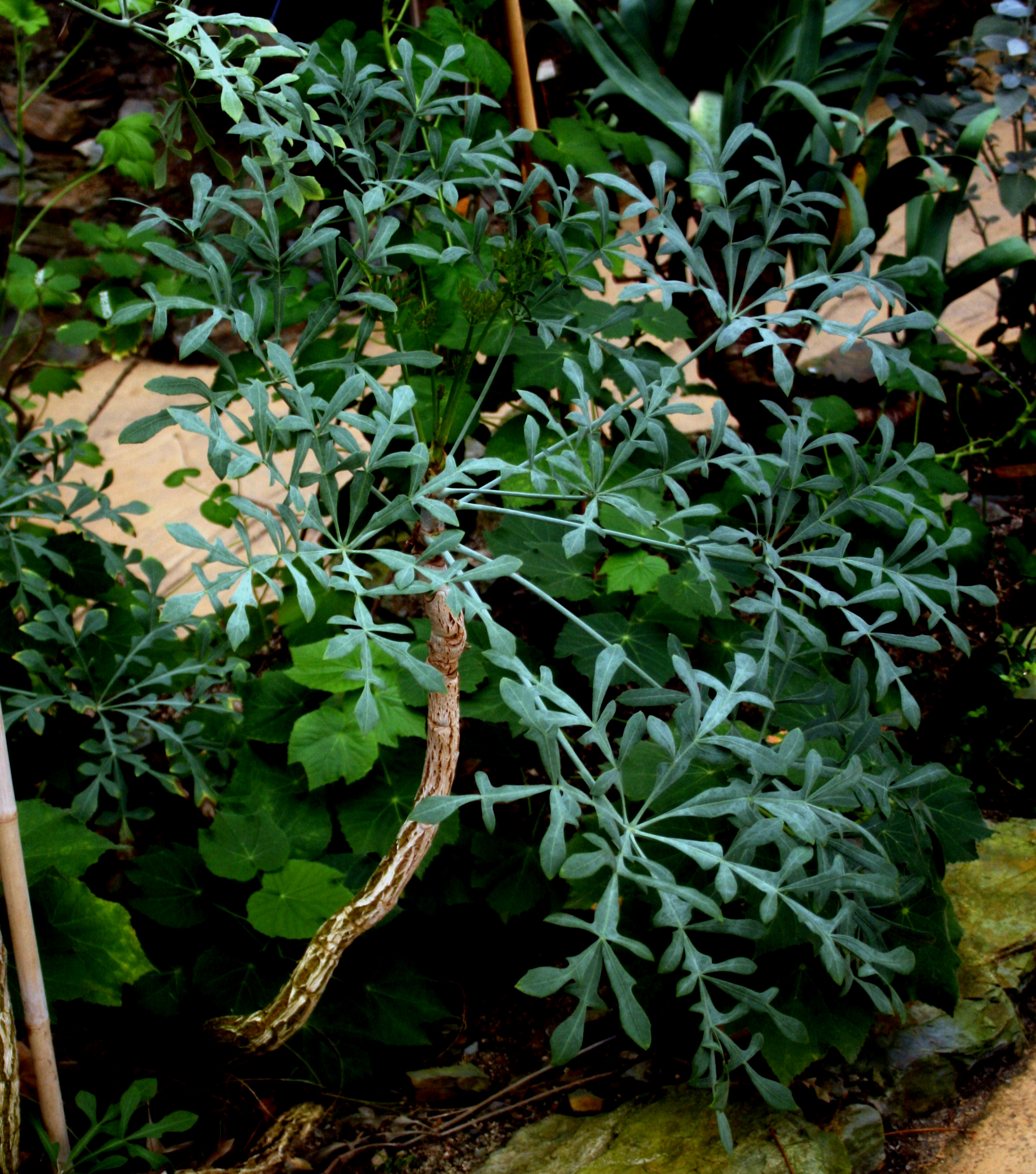